# معبد مهر و آرامگاه ملا معصوم
معبد و آرامگاه (ملا معصوم) مربوط به دوران پیش از تاریخ ایران باستان -قرن ۹ ه.ق است و در شهرستان مراغه، بخش مرکزی، روستای ورجوری واقع شده و این اثر در تاریخ ۱ فروردین ۱۳۴۷ با شمارهٔ ثبت ۷۸۸ به‌عنوان یکی از آثار ملی ایران به ثبت رسیده است.